# Union Pacific (film)
Union Pacific (på dansk også distribueret som Union Pacific - Stillehavs-ekspressen) er en amerikansk westerndrama-film fra 1939 instrueret af Cecil B. DeMille med Barbara Stanwyck, Joel McCrea og Robert Preston i hovedrollerne. Filmens manuskript er skrevet på grundlag af romanen Trouble Shooter fra 1936 af Ernest Haycox og handler filmen om anlæggelse af jernbanen Union Pacific Railroad over det amerikanske vesten. Historien er baseret på civilingeniør Charles H. Sharmans oplevelser under byggeriet fra dets start i Omaha i Nebraska i 1866 indtil færdiggørelsen, hvor Central Pacific Railroad og Union Pacific Railroad den 10. maj 1869 blev sammenkoblet under en ceremoni med en "Golden spike" (en nagle af ægte guld) ved Promontory Summit i Utah Territory. Filmen genskaber begivenheden med den samme Golden Spike, der blev anvendt i 1869, udlånt fra Stanford University.

## Handling
Den amerikanske lov, Pacific Railroad Act, fra 1862, gav tilladelse til at udvide Union Pacific Railroad mod vest over ørkenen mod Californien, men finansmanden Asa Barrows håber at drage fordel ved at hindre udvidelsen. Jeff Butler, der er ansat til at løse alle problemer under anlægget af jernbanen, har hænderne fulde i kampen mod Barrows' agent, gambleren Sid Campeau. Campeaus partner, Dick Allen, er Jeffs krigskammerat og rivaliserende bejler til ingeniørens datter Mollie Monahan...

## Medvirkende
- Barbara Stanwyck som Mollie Monahan
- Joel McCrea som kaptajn Jeff Butler
- Akim Tamiroff som Fiesta
- Robert Preston som Dick Allen
- Lynne Overman som Leach Overmile
- Brian Donlevy som Sid Campeau
- Robert Barrat som Duke Ring (Campeau håndlanger)
- Anthony Quinn som Jack Cordray (Campeau håndlanger)
- Stanley Ridges som General Casement
- Henry Kolker som Asa M. Barrows (bankmand)
- Francis McDonald som general Grenville M. Dodge
- Willard Robertson som Oakes Ames
- Harold Goodwin som EE Calvin (telegraf)
- Evelyn Keyes som Mrs. Calvin
- Richard Lane som Sam Reed
- Emory Parnell som Foreman
- John Marston som Durant (ukrediteret)
- Nestor Paiva som togkonduktør (ukrediteret)
- Guy Usher som Leland Stanford (ukrediteret)
- Adrian Morris som jernbanemand (ukrediteret)
- Elmo Lincoln som kortspiller (ukrediteret)

## Produktion
Ifølge The Hollywood Reporter instruerede DeMille store dele af filmen fra en båre som følge af en operation, som han havde gennemgået måneder tidligere. Optegnelser i filmstudiets arkiver tyder dog på, at DeMille kollapsede som følge af belastningen ved at instruere tre filmset på samme tid, og at han brugte en båre i omkring to uger.
Dele af filmen blev optaget i Iron Springs i Utah.
En af de centrale scener i filmen skildrer indianere, der angriber toget med Jeff Butler, Dick Allen og Mollie Monahan, er inspireret af en virkelig hændelse nær Plum Creek i Nebraska, hvor indianerne væltede et nærliggende vandtårn ned på lokomotivet og afsporede toget. Til denne scene hyrede Paramount 100 navajoindianere som statister og lejede mange pintoheste. Det var nødvendig at ansætte cowboys til at samle hestene, da de ofte spredte sig og løb bort på grund af støjen og forvirringen under produktionen.

## Priser og nomineringer
Filmen vandt den første guldpalme nogensinde på filmfestivalen i Cannes, selvom den blev tildelt retrospektivt på festivalen i 2002. Festivalen skulle åbne for første gang i 1939, men blev aflyst på grund af Anden Verdenskrig. Arrangørerne af 2002-festivalen præsenterede en del af det oprindelige udvalg fra 1939 for en professionel jury på seks medlemmer. De indstillede film var: Farvel, Mr. Chips, Flugten, Lenin i 1918, De fire fjer, Troldmanden fra Oz, Union Pacific og Boefje.
Filmen blev nomineret til en Oscar for bedste visuelle effekter ved den 12. Oscar-uddeling.

## Historisk kontekst
Union Pacific blev udgivet i 1939, to måneder efter John Fords Diligencen (originaltitel: Stagecoach), en film, som filmhistorikere anser som den, der transformerede Hollywood Westerns fra "en for det meste lavbudget, B-filmaffære." Filmhistorikeren Wheeler Dixon bemærker, at efter udgivelsen af disse to film var westerns "noget, der var værdig til opmærksomhed fra voksne og til seriøs kritik, og derfor en målestok, som alle westerns efterfølgende er blevet målt efter." 
DeMilles film bragte genren til et nyt niveau, idet han behandlede spørgsmål som nationalt sammenhold på en engagerende og underholdende måde i en tid, hvor nationalisme gav anledning til stigende offentlig bekymring. Forfatteren Michael Coyne karakteriserede i sin bog The Crowded Prairie: American National Identity In the Hollywood Western Union Pacific som en "teknologisk bestræbelse på at knytte nationen sammen". Filmens ånd af nationalt sammenhold er parallel med det industrielle boom, der bragte USA ud af Depressionen ved slutningen af 1930'erne, og selvom USA først blev involveret i krigen i 1941, er filmens vægt på sammenholdtypisk for den nationalistiske stemning, der blev styrket under krigen.

## Premiere
Filmen havde premiere samtidigt i tre forskellige biografer (Omaha, Orpheum og Paramount) i Omaha, Nebraska den 28. april 1939, kun tre uger før 70-året for sammenslutningen af skinnerne fra Union Pacific og Central Pacific Railroads. Premieren var midtpunktet i en fire-dages begivenhed, der trak 250.000 mennesker til byen, hvilket midlertidigt fordoblede byen befolkning og nødvendiggjorde, at Nationalgarden hjalp til med at opretholde orden.
Et specialtog transporterede DeMille, Stanwyck og McCrea fra Hollywood til Omaha. Turen tog tre dage og toget gjorde stop undervejs og tiltrak store menneskemængder. Præsident Franklin Roosevelt indviede den overordnede fejring ved at trykke på en telegraftast i Det Hvide Hus. I en annonce hævdedes, at premieren, der involverede parader, radioudsendelser og en banket, var den største i filmhistorien. Som reklame for filmen drog et antikt tog på en 15 dages lang tur fra kyst-til-kyst med stop i 30 byer rundt om i landet.
Filmen havde dansk premiere den 23. oktober 1939 i Scala Bio. Efter krigen havde filmen repremiere ved flere lejligheder, bl.a. i Platan (1959), Aladdin (1967-68) og i Fasan Bio (1967-68).

## Video, DVD og blu-ray
Union Pacific blev sammen med Korsets tegn, Et Eventyr i Junglen, Cleopatra og Korsridderne udgivet på DVD i 2006 af Universal Studios som en del af Cecil B. DeMille Collection. Filmen blev senere udgivet separat, og på DVD i Frankrig og Tyskland. I 2017 blev den udgivet på Blu-ray i Tyskland.